# Georg Pappas
Georg Zacharias Pappas (* 24. Mai 1928 in Győr, Ungarn; † 16. Februar 2008 in Salzburg) war ein österreichischer Unternehmer griechischer und ungarischer Herkunft.

## Leben
Georg Pappas war der Sohn des griechischstämmigen Arztes Zacharias Pappas und wuchs auf dem elterlichen Gut in Hegyeshalom in Ungarn auf. 1945 erfolgte der Umzug der Familie nach Salzburg.
Bereits als 20-Jähriger begann er mit dem Handel von Automobilen. 1951 lernten er und sein Bruder Dimitri Pappas den Direktor Günther Wiesenthal kennen. Mit ihm betrieben die Brüder Pappas ab 1952 den Aufbau des Mercedes-Benz-Händlernetzes in Österreich. Georg Pappas wurde als Nachfolger Wiesenthals ab 1960 Geschäftsführer des Mercedes-Benz Zentralbüros, der heutigen Mercedes-Benz Österreich Vertriebsgesellschaft m.b.H. Später erfolgten die Übernahmen der steirischen Firma Konrad Wittwar (1964), der oberösterreichischen Firma F. Zelenka (1972, heute: Pappas Linz) und der Tiroler Retterwerke AG (1986).
1965 gründete er mit seinem Bruder die Baufirma Alpine Baugesellschaft m.b.H.
1990 gründeten die Brüder Pappas für die Daimler-Benz AG die Generalvertretung Mercedes-Benz Magyarorszag Kft in Ungarn und expandierten damit erstmals ins Ausland. Seit 2005 ist die Pappas-Gruppe auch in Oberbayern tätig.
Ab 2005 zog sich Kommerzialrat Georg Pappas sukzessive aus dem aktiven Geschäftsleben der Pappas-Gruppe zurück und übergab die Unternehmensführung an seine beiden Kinder, Generalkonsulin Catharina Pappas sowie Kommerzialrat Alexander Pappas. Pappas starb im 80. Lebensjahr in Salzburg.

## Ämter
Pappas war bis zuletzt Vizekonsul der Republik Griechenland für Oberösterreich, Salzburg, Tirol und Vorarlberg.

## Auszeichnungen
- 1998: Großes Goldenes Ehrenzeichen für Verdienste um die Republik Österreich[1]